# Distretto di Kalkandere
Il distretto di Kalkandere (in turco Kalkandere ilçesi) è uno dei distretti della provincia di Rize, in Turchia.